# Jessica Jaymes
Ne doit pas être confondu avec Jessica James.
Jessica Jaymes, née le 8 mars 1979 à Anchorage et morte le 17 septembre 2019 à North Hills (Los Angeles), est une actrice américaine de films pornographiques et un mannequin de charme.

## Biographie
Jessica Jaymes aurait des origines tchèque, française et amérindienne séminole.
Elle est enseignante avant de commencer sa carrière d’actrice pornographique en 2002. Elle accède à la notoriété en 2004 à la suite d'une relation sexuelle avec le chanteur pop Nick Lachey.
À l’âge de 21 ans, elle se fait remodeler les seins passant d'un 85B à 81D de tour de poitrine.
Fin 2007, elle joue le rôle d’une actrice pornographique dans un épisode de la série Weeds (saison 3, épisode 8) et fait une apparition dans Sober House, un épisode de Celebrity Rehab une série de télé réalité diffusée par VH1.
Elle est retrouvée inconsciente à sa résidence de North Hills à Los Angeles le 17 septembre 2019 et déclarée décédée sur les lieux. Le rapport du légiste du comté de Los Angeles a par la suite indiqué que les causes de la mort sont une attaque cardiaque et l'addiction à l'alcool.

## Récompenses et distinctions
Récompense
- 2006 AVN Award pour The Devil in Miss Jones.

Distinctions
- 2004 : élue « Hustler Honey of the Year[5] » ;
- août 2008 : élue « Pet[6] du mois » par Penthouse[7], [8] ;
- septembre 2009 : élue DanniGirl du mois sur Danni.com.

## Filmographie sélective
Série télévisée
- 2007 : Weeds : elle-même
- 2010 : How to Make Love to a Woman : elle-même

Film pornographique